# 前田司郎
前田 司郎（まえだ しろう、1977年4月13日 - ）は、日本の劇作家、演出家、俳優、小説家、映画監督、脚本家。

## 略歴
東京都品川区五反田出身。ソニー本社に程近い工場地帯に育つ。日本大学豊山高等学校、和光大学人文学部文学科卒業。高校時代に演劇部に入ろうとするが廃部が決定済みで新規入部を受け付けていなかったため、在学中から舞台芸術学院に通い始める。大学進学後の1997年に劇団「五反田団」を旗揚げし、現在に至るまで主宰として作・演出を担当。北海道戯曲賞最終選考委員を務めている。

## 受賞・ノミネート歴
- 2004年 - 『家が遠い』で京都芸術センター舞台芸術賞を受賞。
- 2005年 - 処女小説『愛でもない青春でもない旅立たない』で第26回野間文芸新人賞候補。
- 2006年 - 小説『恋愛の解体と北区の滅亡』で第19回三島由紀夫賞候補[注釈 1]。
- 2007年 - 小説『グレート生活アドベンチャー』で第137回芥川龍之介賞候補。
- 2008年 - 戯曲『生きてるものはいないのか』で第52回岸田國士戯曲賞を受賞[3]。
- 2009年 - 小説『夏の水の半魚人』で三島由紀夫賞を受賞。NHKドラマ『お買い物』で第46回ギャラクシー賞テレビ部門優秀賞[4]、放送文化基金賞テレビドラマ番組賞を受賞。
- 2015年 - NHKドラマ『徒歩7分』で向田邦子賞受賞[5]。
- 2016年 - 映画『ふきげんな過去』で第8回TAMA映画賞・最優秀新進映画監督賞を受賞[6]。
- 2017年 - 小説『愛が挟み撃ち』で第158回芥川龍之介賞候補。

## 人物
小学生の頃から小説らしきものは書いていたが、初めのうちは数十枚書いたところで読み直して書くのをやめるというのを繰り返していた。演劇に興味を持ったのは中学生の頃で、学校がつまらなくなり文学的なものに飢えていたときに小劇場の存在を知った。小説を書いても最後まで書けずにいたが、読み返さずに書いてしまう戯曲の手法を小説に持ち込んだところ、最後まで書けるようになったという。

## 著書

### 戯曲
- 『生きてるものはいないのか』白水社、2008年4月 ISBN 978-4-560-09401-3
- 「未だ定まらず」（『悲劇喜劇』 2011年8月号、早川書房）
- 『前田司郎I』ハヤカワ演劇文庫、2015年6月 ISBN 978-4-151-40036-0
  - 「偉大なる生活の冒険」「おやすまなさい」「キャベツの類」「すてるたび」所収

### 小説
- 『愛でもない青春でもない旅立たない』講談社、2005年9月 / 講談社文庫、2009年10月
  - 初出:『群像』2005年8月号
- 『恋愛の解体と北区の滅亡』講談社、2006年6月 ISBN 9784062134200
  - 「恋愛の解体と北区の滅亡」（『群像』2006年3月号）
  - 「ウンコに代わる次世代排泄物ファナモ」（『群像』2006年5月号）
- 『グレート生活アドベンチャー』新潮社、2007年9月 / 新潮文庫、2010年8月
  - 「グレート生活アドベンチャー」（『新潮』2007年5月号）
  - 「ゆっくり消える。記憶の幽霊」（書き下ろし）
- 『誰かが手を、握っているような気がしてならない』講談社 2008年3月 ISBN 978-4-06-214555-8
- 『大木家のたのしい旅行 新婚地獄篇』幻冬舎、2008年12月 / 幻冬舎文庫、2011年1月
- 『夏の水の半魚人』扶桑社、2009年2月 / 新潮文庫、2013年5月
- 『逆に14歳』新潮社、2010年2月
- 『ガムの起源 お姉さんとコロンタン』光文社、2011年4月
- 『濡れた太陽 高校演劇の話（上・下）』朝日新聞出版、2012年6月
- 『ジ、エクストリーム、スキヤキ』集英社、2013年10月
- 『私たちは塩を減らそう』キノブックス、2015年6月 / キノブックス文庫、2019年2月
- 『道徳の時間／園児の血』キノブックス、2016年6月 / 実業之日本社文庫、2020年12月
- 『愛が挟み撃ち』文藝春秋、2018年1月
- 『異常探偵 宇宙船』中央公論新社、2018年2月

### エッセイ
- 『口から入って尻から出るならば、口から出る言葉は』晶文社、2015年5月

## 映画
- 『La・fuosaje 愛をつく女』（2005年、脚本[8]）
- 『童貞放浪記』（2009年、脚色担当）
- 『大木家のたのしい旅行 新婚地獄篇』（2011年、脚本）
- 『生きてるものはいないのか』（2011年、原作・脚本）
- 『横道世之介』（2012年、脚本）
- 『ジ、エクストリーム、スキヤキ』（2013年、原作・脚本・監督）
- 『ふきげんな過去』（2016年、脚本・監督[9]）
- 『さかなのこ』（2022年、脚本[10]）

## 短編映画
- 『豆大福ものがたり』（2013年）

## テレビ
- 『ターンターンターン』（2000年、テレビ東京、脚本）
- 『劇団演技者。 第13作』「家が遠い」（2005年、フジテレビ、原作協力）
- 『漂流ネットカフェ』（2009年、毎日放送、脚本）
- 『特集ドラマ お買い物〜老夫婦の東京珍道中』（2009年、NHK、脚本）
  - 『ドラマ』2009年3月号にシナリオ収録
- 『ドラマスペシャル 迷子』（2011年、NHK、脚本）
  - 『ドラマ』2011年3月号にシナリオ収録
- 『家族八景 Nanase,Telepathy Girl's Ballad 第8話』（2012年、MBS、脚本）
- 『ラスト・ディナー 第5話』（2013年、NHK、脚本）
- 『ノーコン・キッド 〜ぼくらのゲーム史〜#8 #9（バーチャファイター2）』（2013年、テレビ東京、脚本）
- 『TBスペシャルドラマ 「別に普通の恋」（』2013年、北海道テレビ、脚本）
- 『世にも奇妙な物語2014年秋の特別編「ファナモ」』（2014年、フジテレビ、原作・脚本・演出）原作：「ウンコに代わる次世代排泄物ファナモ」
- 『徒歩7分』（2015年、NHK、脚本）
  - 『ドラマ』2015年7月号に第1回から第3回のシナリオ収録
- 『タイムパトロールのOL』（♯ハイ_ポール内ドラマ、2016年10月 - 12月、フジテレビ、脚本・演出）
- 『空想大河ドラマ 小田信夫』（2017年、NHK総合、脚本）[11]

## CM
- 2003年9月 牛角（山口役）
- 2007年2月 クルマ情報誌Goo（サラリーマン役）
- 2008年8月 ミスタードーナッツ（リカちゃん働く篇）（店長役）